# Ted Dabney
Ted Dabney (San Francisco, 15 de mayo de 1937-Clearlake, 26 de mayo de 2018) fue un ingeniero e informático teórico estadounidense. Junto con Nolan Bushnell, fue el cofundador de las compañías Syzygy y de la conocida Atari, a menudo sin acreditársele como tal.

## Biografía
Después de su servicio militar[¿cuándo?] llegó a trabajar a Ampex, donde conoció a Bushnell. Bushnell vio la idea de Spacewar, uno de los primeros videojuegos para ordenadores, propuesto a Dabney para fundar una empresa para la producción de juegos electrónicos. Bushnell y Dabney fundaron Syzygy con Larry Bryan, un programador de computadoras.
Mientras él trabajaba en Ampex se reunieron Ted y Nolan Bushnell y los dos creadores de Syzygy conjuntamente con su primer producto siendo Computer Space, que fue fabricado y vendido por Nutting Associates. Siguiendo el circuito de vídeo de ordenador Espacio Ted Dabney que creó el Computer Space para que fuese utilizado por Al Alcorn para crear Pong con la ayuda de Ted y Nolan. Ted se quedó fuera de la vista del público después de salir de Atari y su papel en la creación del primer videojuego coin-op producido comercialmente, así como fuentes a menudo omiten o marginan con varios mitos relacionados Syzygy y Atari.
Ted Dabney dejó Atari en 1973.
Ted apareció en el podcast Retrogaming Roundup en octubre de 2010 y contó su historia en una entrevista de dos horas. Una transcripción de la entrevista se encuentra alojada en el sitio Retrogaming Roundup, así como en ComputerSpaceFan.
En el 2017 le fue detectado cáncer de esófago y se negó a recibir tratamiento médico. Falleció el 26 de mayo de 2018 a la edad de 81 años.